# Miguel Odalis Báez
Miguel Odalis Báez (La Romana, 29 de setembro de 1983) é um futebolista dominicano que joga como goleiro. Atualmente defende o Atlético Pantoja, de seu país natal.
Profissionalizou-se em 2004, atuando pelo Kristiansund BK da Noruega. Teve ainda uma rápida passagem no futebol brasileiro em 2006, quando assinou com o América-RJ para a disputa do Campeonato Carioca, tornando-se o primeiro jogador da República Dominicana a jogar no Brasil. Porém, Báez não jogou nenhuma partida oficial pelo clube, deixando o América no mesmo ano para defender o Cerrito, onde atuou entre 2007 e 2009.
Jogou também por La Romana, Barcelona e Antigua Barracuda antes de assinar com o Atlético Pantoja em 2016.